# Kościół Najświętszego Serca Pana Jezusa w Tarnowie Podgórnym
Kościół Najświętszego Serca Pana Jezusa – rzymskokatolicki kościół filialny należący do parafii Wszystkich Świętych w Tarnowie Podgórnym (dekanat przeźmierowski archidiecezji poznańskiej).
Jest to świątynia wzniesiona w 1901 roku dla gminy ewangelickiej. Budowla reprezentuje styl neogotycki. Składa się z nawy głównej, przylegającej do niej nawy bocznej oraz wysokiej wieży z dzwonem i zegarem. Do 1945 roku kościół należał do ewangelików, którzy pozostali w Tarnowie Podgórnym po I wojnie światowej. Od tego czasu świątynia pełni funkcję kościoła filialnego i nosi wezwanie Najświętszego Serca Pana Jezusa.